# Julius Arnold (Mediziner)

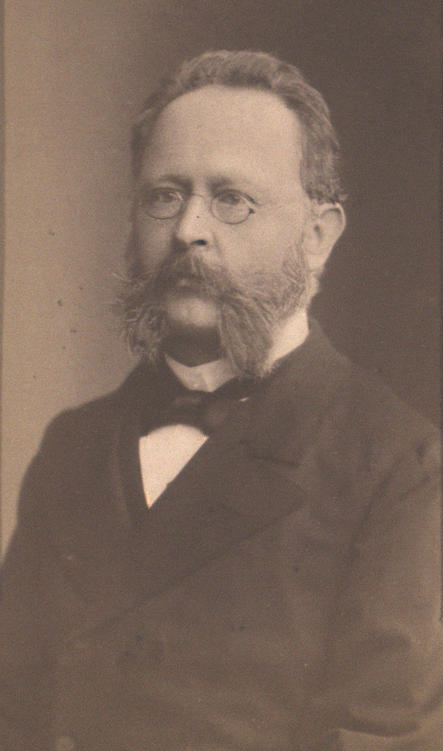
Julius Arnold

Julius Arnold (* 19. August 1835 in Zürich; † 2. Februar 1915 in Heidelberg) war ein deutscher Pathologe. 

## Leben
Der Sohn von Friedrich Arnold studierte an der Karls-Universität Prag, der Universität Wien, der Friedrich-Wilhelms-Universität zu Berlin und der Ruprecht-Karls-Universität Heidelberg Medizin. Dort wurde er 1860 zum Dr. med. promoviert. 1863 habilitierte er sich. Ab 1866 war er außerordentlicher Professor für Pathologische Anatomie an der Ruprecht-Karls-Universität. Von 1870 bis zu seiner Emeritierung 1907 war er ordentlicher Professor an der Ruprecht-Karls-Universität und Direktor des Pathologischen Instituts der Universität. Spezielle Arbeitsgebiete von Julius Arnold waren die Pathologie der Schusswunden, der Feinbau der Zelle und die Entwicklungsgeschichte des Auges. Julius Arnold fand seine letzte Ruhe auf dem Bergfriedhof (Heidelberg) in der Familiengrabstätte in der auch sein Vater, der Anatom und Physiologe Friedrich Arnold ruht. Die Grabanlage liegt in der Abteilung F. 

## Ehrungen
- 1880 Wahl in die Deutsche Akademie der Naturforscher Leopoldina
- 1909 außerordentliches Mitglied der Heidelberger Akademie der Wissenschaften.[2]

## Schriften
- Ein Beitrag zu der Structur der sogenannten Steissdrüse. (Virchows) Archiv Pathol Anat Physiol 32:293-332;1865.
- Anatomische Beiträge zu der Lehre von den Schusswunden. Heidelberg 1873.
- Untersuchungen über Staubinhalation und Staubmetastase. Leipzig 1885.
- Über den Kampf des menschlichen Körpers mit den Bakterien. Heidelberg 1888.